# لاس کندس
لاس کُندِس (به اسپانیایی: Las Condes) یک شهرستان‌ در شیلی است که در استان سانتیاگو واقع شده‌است. لاس کندس ۹۹٫۴ کیلومترمربع مساحت و ۲۴۹٬۸۹۳ نفر جمعیت دارد.

## خواهرخوانده
شهر پتخ تیکوا خواهرخواندهٔ لاس کندس است.

## نگارخانه

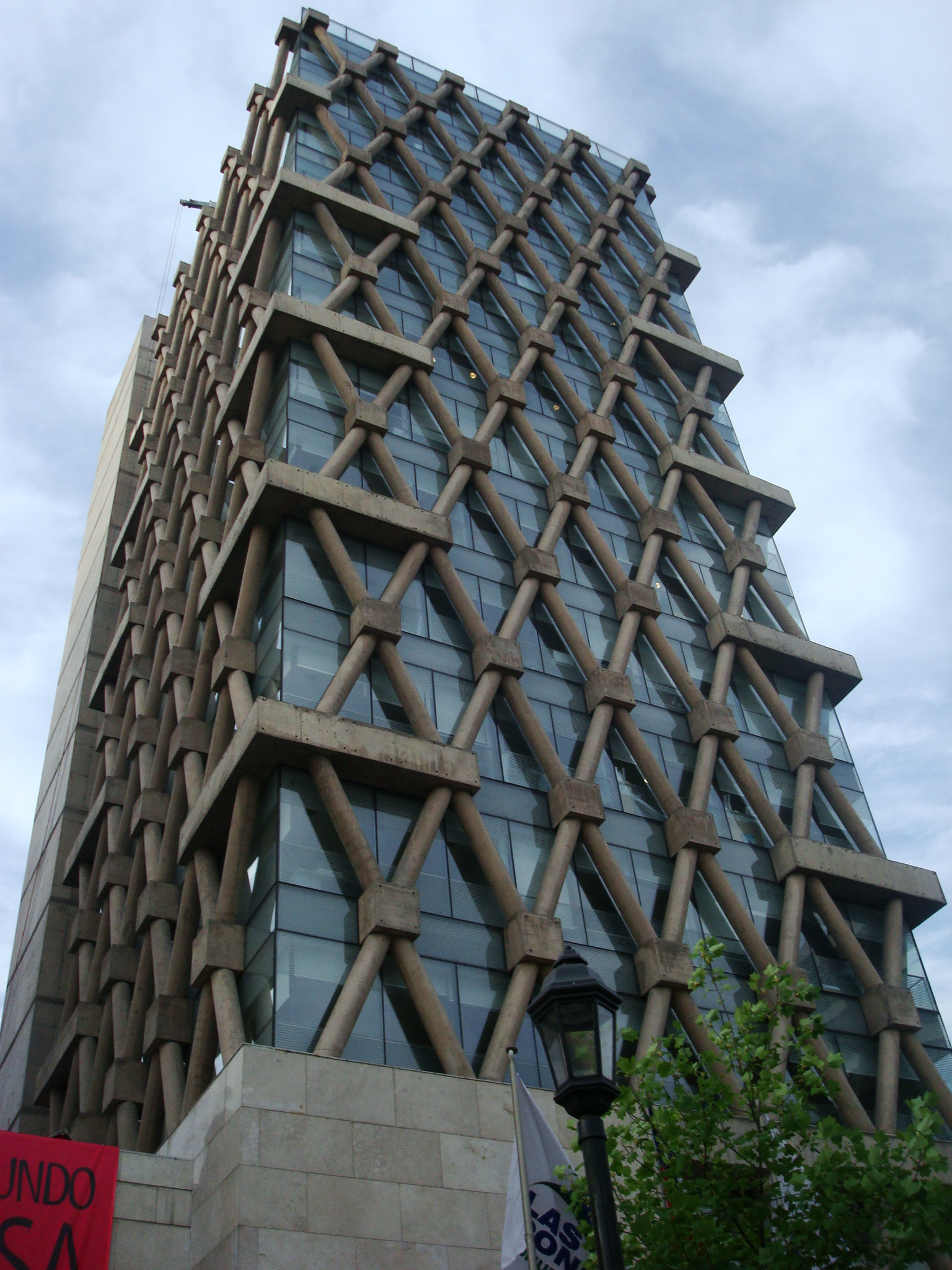
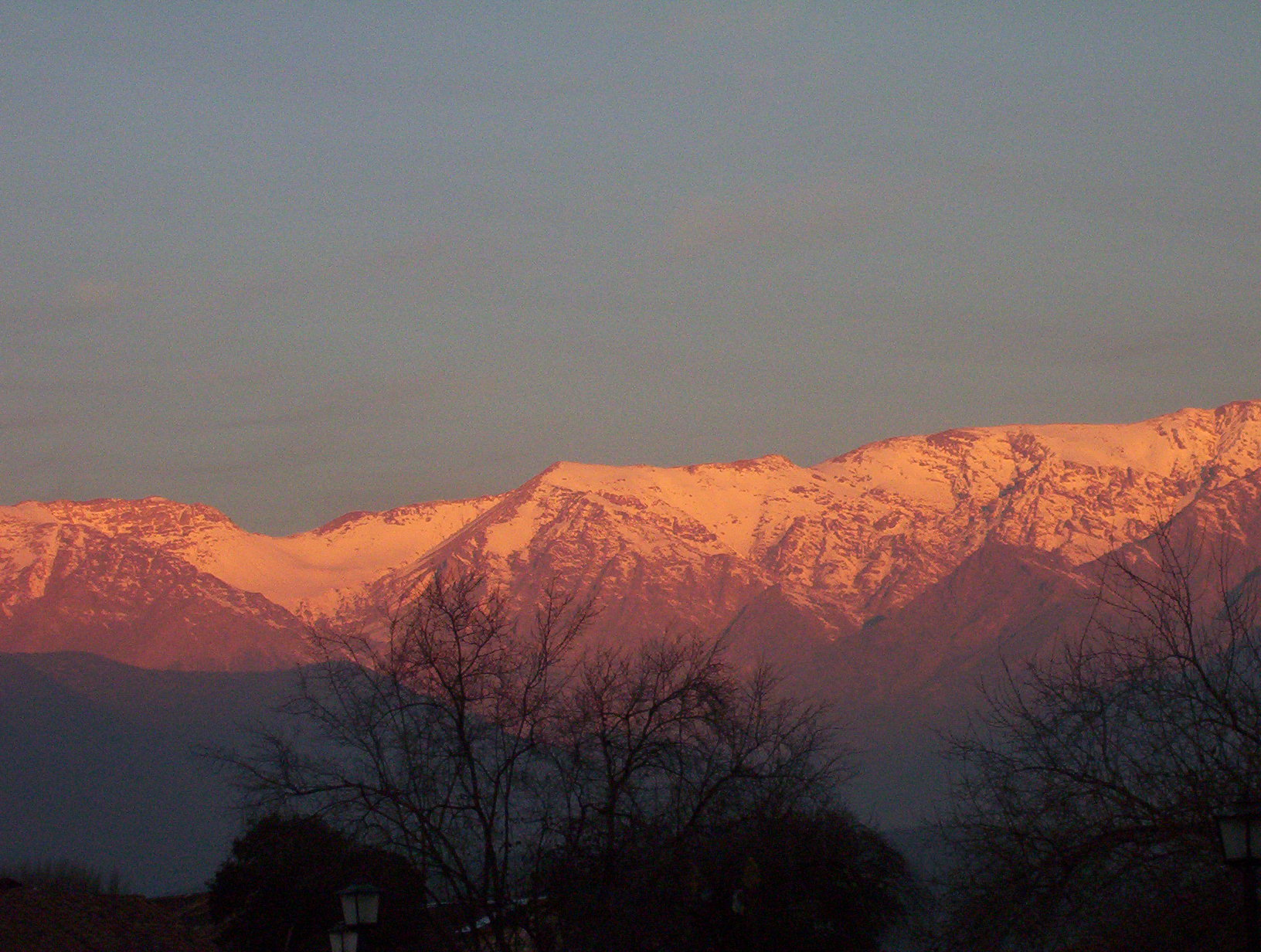
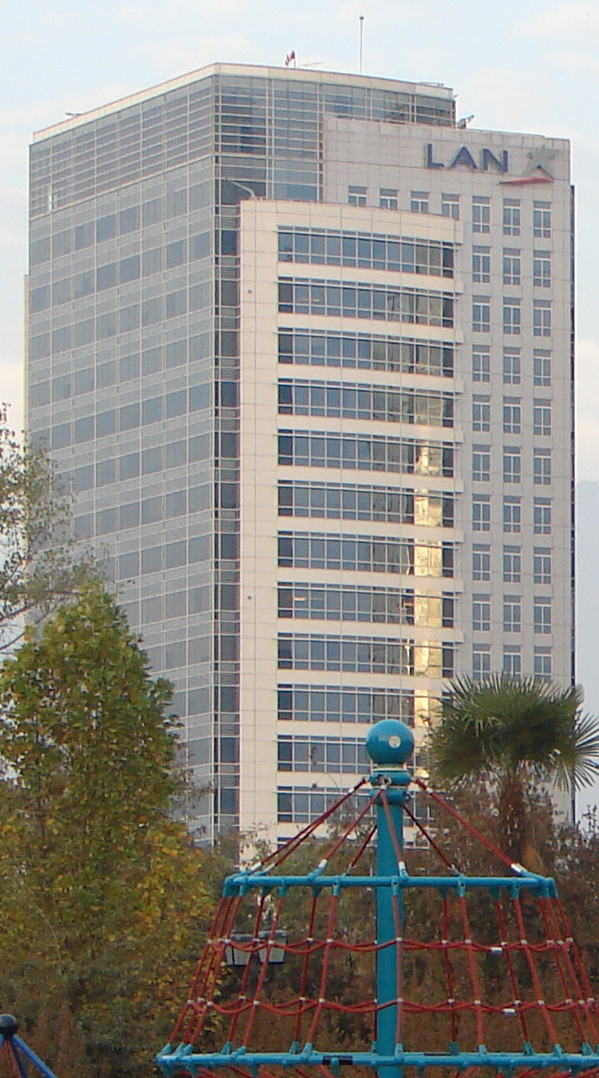
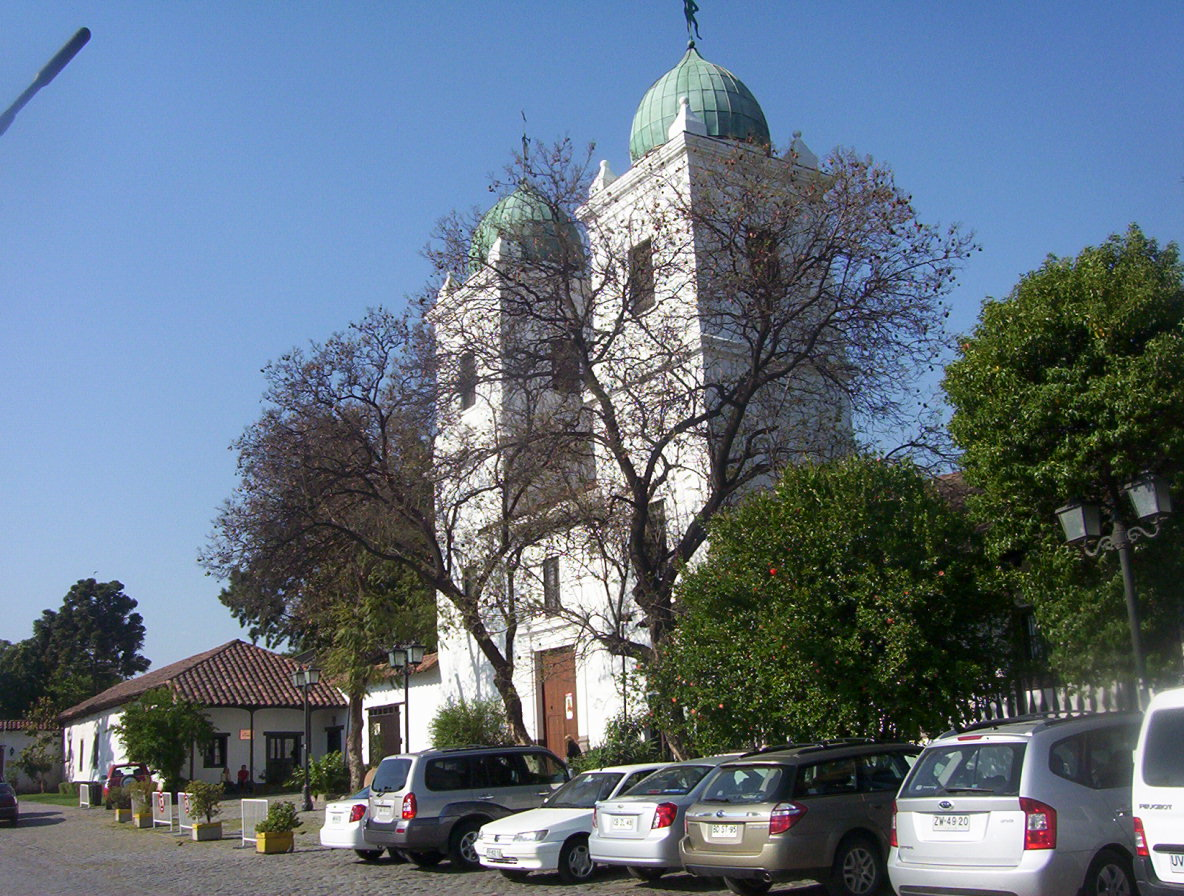